# Caspar Lelaw
Caspar Lelaw, auch Caspar Lelau (* 14. Jahrhundert; †  nach 1426) war in den Jahren 1423/1424 (wohl ein Amtsjahr) Bürgermeister von Görlitz. 1420 war Lelaw  beim Empfang des böhmischen Königs Sigismund in Breslau anwesend. Er besaß seit 1414 Wendisch Ossig (bei Deutsch Ossig) und seit 1420 Reutnitz. Anscheinend hatte er eine enge Verbindung zu Waffen. 1426 kämpfte er gegen die Hussiten. Ungefähr in seinen Lebenszeitraum fällt zudem der erste Nachweis für Pulverwaffen in Görlitz.
Caspar Lelaw entstammte dem schlesischen, in die Oberlausitz eingewanderten Geschlecht der Liedlau.